# Jan Bartecki
Jan Bartecki (ur. 12 czerwca 1901 we Lwowie, zm. 22 października 1967 w Opolu) – polski pedagog, profesor Szkoły Głównej Gospodarstwa Wiejskiego w Warszawie oraz Wyższej Szkoły Pedagogicznej w Opolu.

## Życiorys
Ukończył studia pedagogiczne. Doktorat uzyskał w Uniwersytecie Łódzkim w 1950. Od 1957 był docentem Wydziału Pedagogicznego Uniwersytetu Warszawskiego oraz kierownikiem Międzywydziałowego Studium Pedagogicznego. Od 1958 był kierownikiem Katedry Pedagogiki Szkoły Głównej Gospodarstwa Wiejskiego w Warszawie, a od 1964 profesorem tejże uczelni. Następnie mianowany profesorem Wyższej Szkoły Pedagogicznej w Opolu i następnie prorektorem tej WSP.
Zainteresowania naukowo-badawcze Jana Barteckiego koncentrowały się wokół teorii nauczania fizyki, organizacji pracy szkolnej oraz wokół problematyki pracy grupowej i nauczania problemowego, a także podstawowych zagadnień pedagogiki ogólnej i dydaktyki.

## Ważniejsze publikacje
- Aktywizacja procesu nauczania poprzez zespoły uczniowskie, 1958, 3 wyd. 1966
- O nową organizację procesu nauczania (wraz z E. Chabiorem), 1962
- Podstawowe zagadnienia pedagogiki ogólnej i dydaktyki, 1967

Źródło: Nowy słownik pedagogiczny.